# Otto Lendecke

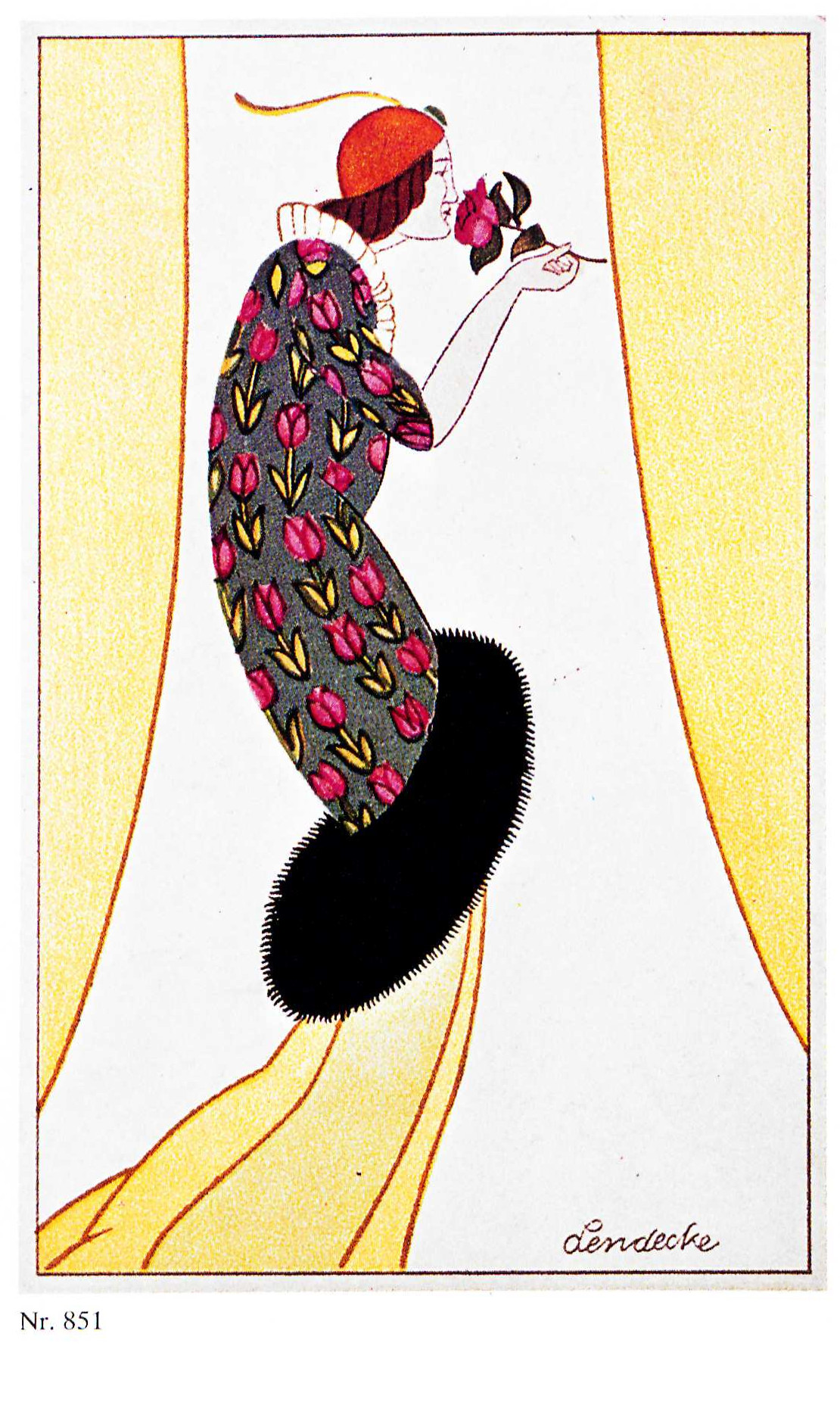
Wiener Werkstätte, Postkarte Nr. 851 (1912)

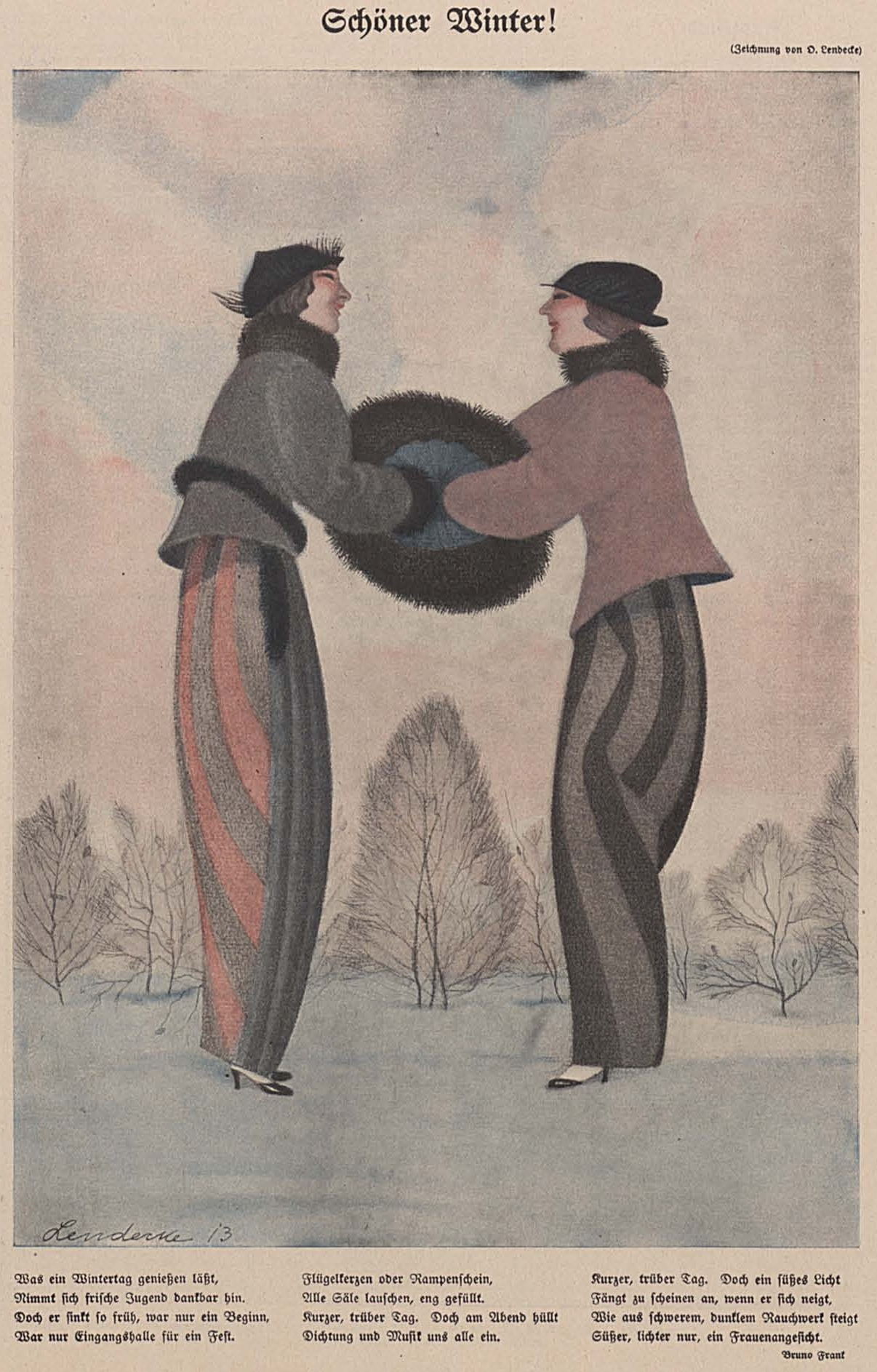
Illustration zum Gedicht Schöner Winter! von Bruno Frank (Simplicissimus, 1913)

Otto Friedrich Carl Lendecke (geboren 4. Mai 1886 in Lemberg, Österreich-Ungarn; gestorben 17. Oktober 1918 in Wien) war ein österreichischer Maler, Bildhauer und Illustrator.

## Leben
Otto Lendecke wurde als Sohn von Otto Heinrich Moritz Lendecke und Maria Caroline Hailig von Hailingen geboren. Er schlug zunächst die Soldatenlaufbahn ein, schied aber 1909 als Offizier aus. Lendecke heiratete 1911 die Malerin Katharina von Szabo-Hindi, die Ehe wurde 1918 geschieden. Der Schauspieler Paul Henreid war ein Sohn seiner Schwester Marie Hernried, von der er eine Porzellanbüste modellierte. Seinen ersten öffentlichen Auftritt hatte er 1910 als Bildhauer mit einer Büste seiner Verlobten beim Salon der Société des Artistes Indépendants in Paris. Ebenfalls in Paris hatte er 1911 Kontakt zum Modeschöpfer Paul Poiret. Im selben Jahr traf Lendecke Josef Hoffmann, den künstlerischen Leiter der Wiener Werkstätte, für die er in unterschiedlicher Weise tätig war. Über Hoffmann, mit ihm verband ihn eine lebenslange Freundschaft, kam er unter anderem mit Gustav Klimt, Egon Schiele, Oskar Kokoschka und Koloman Moser in Kontakt, mit denen er teils freundschaftliche Beziehungen pflegte, zeitweise gemeinsam arbeitete, in regem Briefwechsel stand und kegelte.
Lendecke zeichnete Illustrationen für die Zeitschriften Jugend, Meggendorfer Blätter sowie Licht und Schatten. Der S. Fischer Verlag in Berlin beauftragte ihn mit dem Design von Buchumschlägen zu Die griechische Tänzerin von Arthur Schnitzler und Dolores von J. V. Jensen. Er zeichnete mehr als 70 Beiträge für den Simplicissimus.
1913 dekorierte er den Londoner Schönheitssalon der Helena Rubinstein mit Ölgemälden. Bei Kriegsausbruch 1914 übersiedelte er nach Budapest und 1915 nach Wien. Lendecke fertigte 1914/15 Aquarelle und Linolschnitte für die Wiener Mode, 1916 wurde er in den künstlerischen Beirat der Modezeitschrift aufgenommen. 1917 leitete er die neugegründete Modezeitschrift Die Damenwelt. Im selben Jahr zählte er zu den prominenten Vertretern der Österreichischen Kunstausstellung in der Liljevalchs konsthall in Stockholm, bei der er mit 20 Kunstwerken direkt im Raum nach Klimt vertreten war.
1920 erhielt er neben Gustav Klimt, Egon Schiele und Koloman Moser einen Ehrenplatz in der Kunstschau im Österreichischen Museum für Kunst und Industrie. Ebenda fand 1929 für Lendecke eine Gedächtnisausstellung statt sowie auch 1933 in der Secession Wien.
Lendecke war mit Friedrich Wilhelm Pixis und Johann Peter Pixis verwandt. Gustav von Lendecke, Generaldirektor der Stabilimente Tecnico Triestino, war sein Onkel.

## Werke
- Wiener Werkstätte: Mode 1914/5. Herausgegeben von Prof. Josef Hoffmann unter Mitwirkung von Lehren und Schülern der Wiener Kunstgewerbeschule und den Künstlerischen Mitarbeiten der Wiener Werkstaette. Eduard Kosmack, Wien 1915 [darin auch 5 Drucke von Otto Lendecke].
- An die Schönheit: Ein Album von Otto Lendecke. Albert Langen, München 1924.